# Kostel svatého Prokopa (Žďár nad Sázavou)
Kostel svatého Prokopa je římskokatolický chrám ve Žďáru nad Sázavou. Je chráněn jako kulturní památka České republiky.
Gotický kostel se tyčí na ostrohu u řeky Sázava, nedaleko Náměstí Republiky a v bezprostředním sousedství Tvrze. Jedná se o jednu z významných památek města Žďáru nad Sázavou a jeho širokého okolí.

## Historie
Přesné datum založení kostela není zcela známé. Kostel zde patrně stál již roku 1270, nicméně první věrohodná zmínka pochází až z roku 1391 od kněze Svatoslavova, který zmiňuje kostel a faru. Další doklady o kostele však pochází až z 15. století a především z 16. století.
V počátcích fungování kostela proběhlo několik stavebních úprav. Nejstarší část kostela se zřejmě nachází na jižní straně hlavní lodi a v místě kněžiště. Během úprav v 15. století došlo k přístavbě boční (severní) lodi. Do této doby řadíme též přístavbu nynějšího kněžiště.
V průběhu 16. století prošel kostel dalšími stavebními úpravami. Z této doby patrně pochází zaklenutí lodí, tak jak je známe dnes. Byla přistavěna předsíň s neckovou klenbou a sítí hřebínků, sakristie a kaple. Změnou prošly také západní průčelí a boční portál.
V 17. století se kolem kostela nacházel hřbitov obklopený zdí a kostnice. Kostel měl dvě sakristie a čtyři oltáře (sv. Marie, sv. Anny, sv. Tomáše a hlavní sv. Prokopa) Roku 1651 byl kostel zasažen bleskem, patrně došlo k výměně střechy.
Do 18. století můžeme datovat barokní přestavbu kostela, během níž patrně došlo ke stavbě hvězdicové klenby v sakristii a úpravě oken.
Staletí 19. – 20. byla ve znamení regotizace (obnova v gotickém slohu) kostela. Do let 1870-1910 se datují barevné vitráže v oknech. V roce 2000 během rekonstrukce došlo k objevu původních nástěnných maleb.

## Architektura

### Kostel

#### Exteriér
Kostel je zhruba orientovaný – osa presbytáře vykazuje výraznou odchylku k severovýchodu. Dále ve směru osy kostela stojí kaple svaté Barbory.
Kostel je tvořený asymetrickým dvojlodím dlouhým 33,5 m, širokým 17,6 m a vysokým 10,7m, zakončený kněžištěm stávajícím z pěti stran osmi úhelníku. Na severní straně vedle kněžiště se nachází věž spolu se sakristií. Na západní straně se nachází průčelí, které prolamují hrotitá trojdílná okna s kružbou, přičemž v jednom z oken je kružba tvořená prostým kruhem, v němž se nachází vepsaný kříž. Průčelí vymezují dva opěrné pilíře a na ose umístěný portál. Boční stěny lodí prolamují dva páry hrotitých oken tvořených kružbami s motivem plaménků. Ostatní okna mají různé typy kružeb. Na severní stěně stejně jako na jižní stěně se nachází dva opěrné pilíře. Jižní strana slouží také jako boční vstup do kostela, proto zde nalézáme přístavek s portálem s původním znakem městečka Žďáru (zkříženými ostrvemi a kaprem z erbu Lichtenburků) a nápisem, který je datován do pozdní gotiky. Statickou stránku kněžiště zajišťují opěráky, které tak umožnily vznik dlouhých oken zakončených lomeným obloukem. Stavba je tvořena stěnovým systémem (nikoliv skeletovým, jak tomu u mnohých jiných kostelů z té doby bylo).

#### Interiér

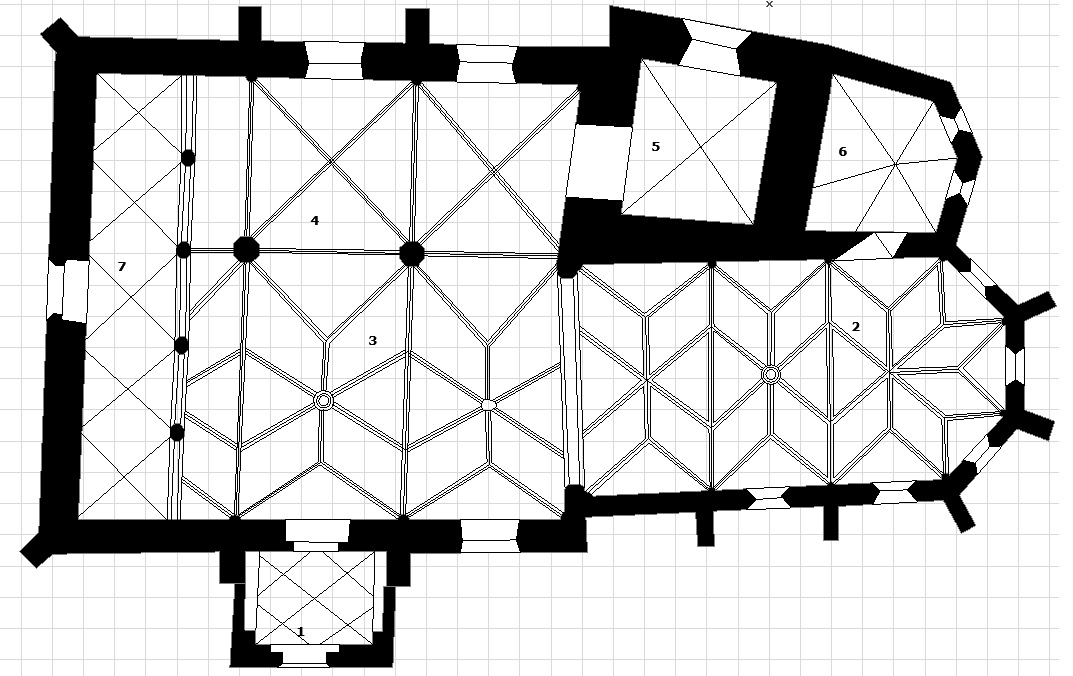
půdorys kostela:
1. Boční vstup 2. Kněžiště 3. Hlavní loď 4. Vedlejší loď 5. Zpovědní kaple 6. Sakristie 7. Kůr

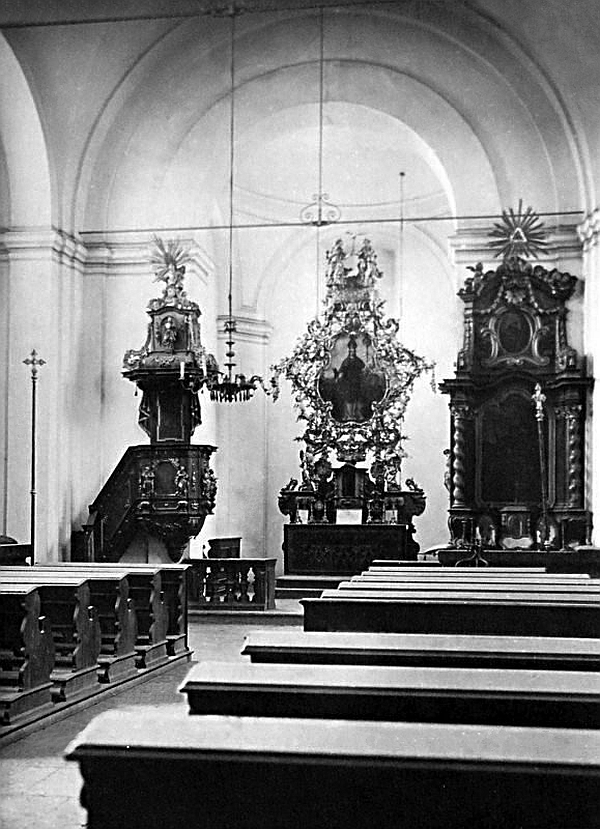
Kazatelna a hlavní oltář (ve středu dobového snímku) vnitřku kostela svatého Prokopa v Prokopském údolí v Praze

Uvnitř kostela se nachází nestejně veliké dvojlodí, severní loď je výrazně užší (téměř o dvojnásobek) a na jejíž ose se nalézá zpovědní kaple a sakristie (jenž se nachází pod kostelní věží). Na ose jižní lodi se nachází kněžiště. Obě lodi jsou odděleny dvěma osmibokými pilíři, na které se přenáší váha a roztlaky z kleneb lodí. Dekor pilířů je tvořen malbou, která připomíná stavební kvádry. Rozdíl mezi loděmi není jen v jejich velikosti, ale také v způsobu jejich zaklenutí, neboť užší severní loď je zaklenuta křížovou žebrovou klenbou o třech polích. V jižní lodi se nachází klenba síťová dělená pomocí pasů do tří polí. Žebra jsou kamenná, hrubě opracovaná s hlubokými výžlabky, zakončena na trojdílných příporách s heraldickým prvkem a dekorována malbou. Způsob zaklenutí kněžiště je pomocí síťové žebrové klenby, drobná žebra s výžlabky jsou dekorována stejně jako sloupy a navazující na přípory. V místě styku přípory a žeber je rovněž umístěn heraldický znak. Hlavice přípor v kněžišti jsou tvořeny vegetabilním prvkem. Uvedenou heraldickou výzdobou jsou erby zakladatelů, znaky církevní vrchnosti, měst a zemí:
Na svorníku klenby presbytáře je to opět někdejší znak městečka (zkřížené ostrve převýšené kaprem) ze 16. století, dále dva znaky představených žďárského kláštera (vrchnosti) po stranách vítězného oblouku, tedy opatů Václava (1541–1561) a Václava Vejmluvy (1705–1738), obsahující slezskou münsterberskou orlici s rodovým štítkem břeven pánů z Kunštátu (opravních pánů kláštera). V lodi kostela následuje fiktivně vytvořený (romantický) manželský alianční čtvrcený štít (v 1. a 4. poli vlaštovka, ve 2. a 3. poli s břevno) připomínající Přibyslava z Křižanova a jeho ženu Sibylu, jejichž rodový původ a skutečné erby neznáme. Erb s břevny patří pánům z Obřan (Jaroslavic a Zbraslavi) i jejich příbuzným pánům z Kunštátu, pozdějším vévodům Münsterberským. Tím jsou připomenuti zakladatelé a obnovitelé kláštera. Zbývající znaky reprezentují Moravu (šachovaná orlice), jako historickou zemi a její někdejší hlavní město Brno (dnes již neplatný polepšený znak s dvouhlavým císařským orel se štítkem s původním znakem Brna, dnes opět užívaným) a konečně město Žďár (současný znak). Celá tato výzdoba zřejmě souvisí až s (historizující) regotizací kostela v roce 1897 a mladší výmalbou, snad kromě obou znaků opatů (u vítězného oblouku), které mohou být staršího původu (respektive navazovat na starší předlohu). Domnělý čtvrcený "alianční erb" Přibyslava z Křižanova a Sibyly (s vlaštovkou a břevnem) velmi připomíná původní čtvrcený erb hrabat Gallasů (v 1. a 4. poli orlice, ve 2. a 3. poli s břevno), který je součástí znaku Clam-Gallasů, jimž zámek Žďár na přelomu 19. a 20. století patřil a mohl tak být inspirací pro vznik popsaného štítu v kostele.
Přípory na východní straně kněžiště nedosahují až k zemi a končí přibližně v polovině stěny. Na západní straně kostela se nachází hudební kruchta, jež se táhne přes obě lodě. Její podporu zajišťují čtyři osmiboké pilíře, mezi nimiž jsou oblouky. Celý prostor pod hudební kruchtou je zaklenut hřebínkovou klenbou. Prostor jižní lodi a kněžiště, které je o něco užší než jižní loď, odděluje vítězný oblouk. Za severní lodí se nachází podvěžní kaple, která je zaklenutá hřebínkovou klenbou. Za kaplí se nachází sakristie, nad níž je oratoř.

### Věž kostela
Věž je vysoká 53 m, jedná se půdorysně o lichoběžníkovou stavbu (proto z jihu můžeme vidět tři stěny najednou) přiléhající ke kněžišti. Stěny věže jsou řídce osazeny drobnými pravoúhle zakončenými okny. Výjimku tvoří zaklenutá okna v posledním patře. Krakorcovité konzolky dokazují umístění ochozu. Celá věž je zastřešena cibulovitou střechou s lucernou.

## Vybavení kostela
Nejvýznamnějšími památkami kostela je křtitelnice s datem 1624 a Mariánský oltář z 15. století. Další vybavení kostela tvoří patnáct zastavení křížové cesty od akademického sochaře Karla Stádníka, který vytvořil také Muže bolesti, jehož sochu můžeme nalézt jižní stěně kněžiště v blízkosti křtitelnice. Na druhé straně kněžiště se nachází dřevěná barokní kazatelna zdobená deskami Desatera a na ní sochu stojícího Krista. Nový obětní stůl s ostatky svatého Prokopa pochází od Karla Stádníka z roku 1984.
Nynější hlavní barokně-rokokový oltář se svatostánkem a obrazem sv. Prokopa pochází ze svatoprokopského chrámu v Praze-Butovicích a nahradil v 70. letech 20. století pseudogotický oltář z 1909. Jeho zhotovitelem byl řezbář J. J. Charem a nese alianční manželské erby knížat Schwarzenbergů a Lobkowiczů (v němž vidíme i zubří hlavu s houžví vymřelých Pernštejnů).
Moderní varhany pocházející z roku 1988 se nacházejí na pozdně gotickém kůru.

## Fotogalerie

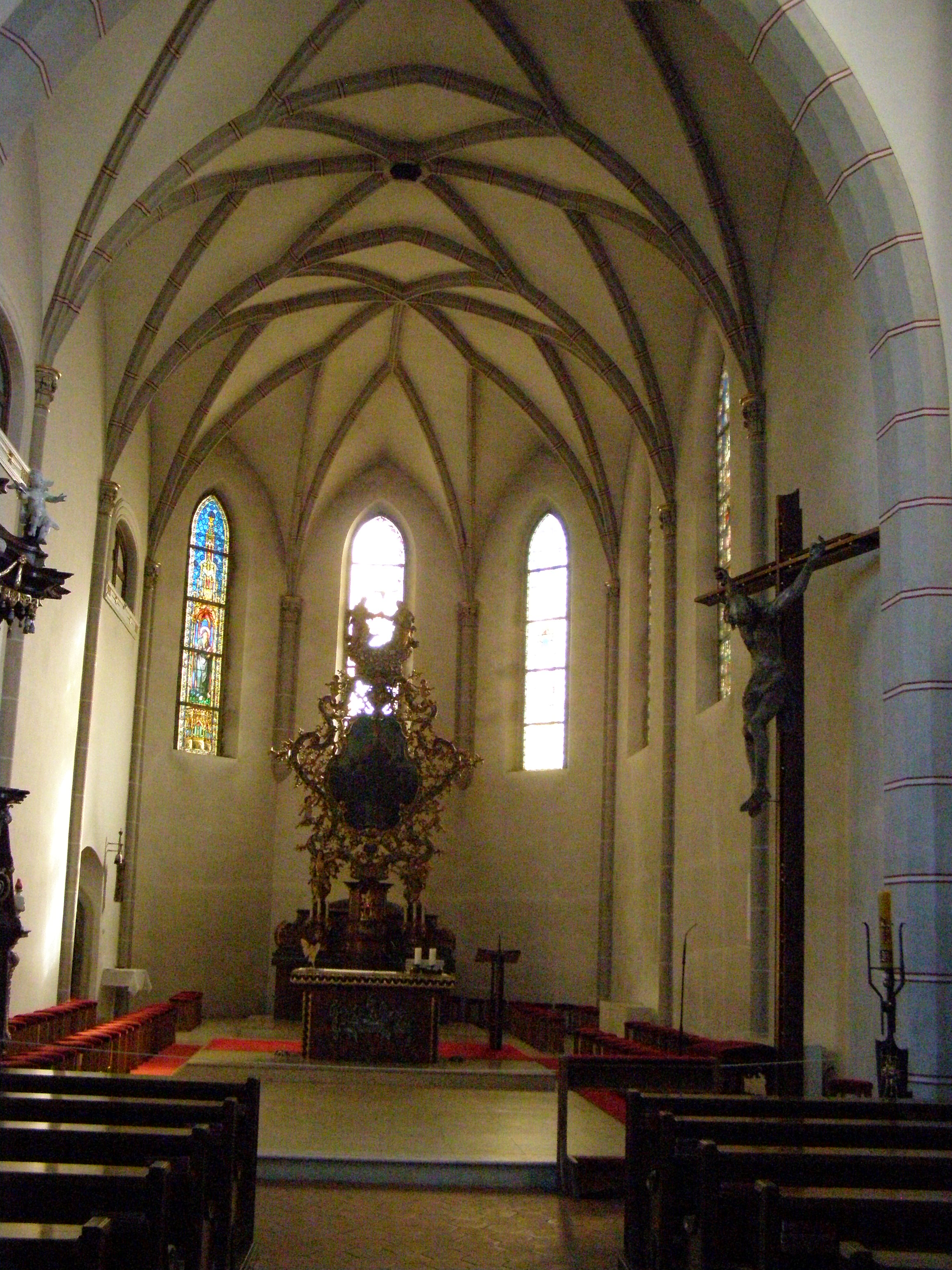
Kněžiště ležící na ose jižní lodi, zaklenuté křížovou síťovou klenbou
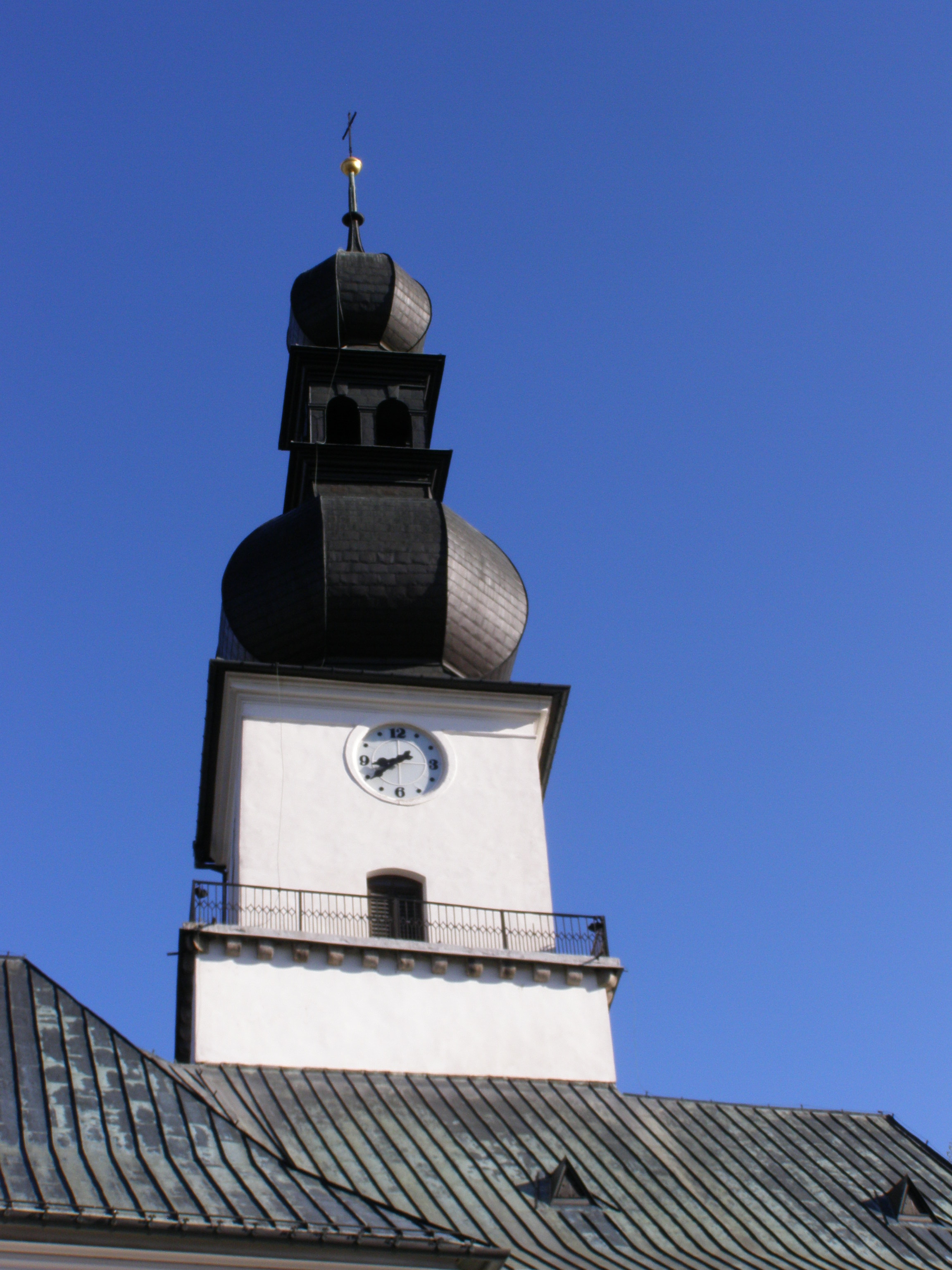
Věž kostela je lichoběžníkového tvaru, zakončena cibulovitou střechou s lucernou
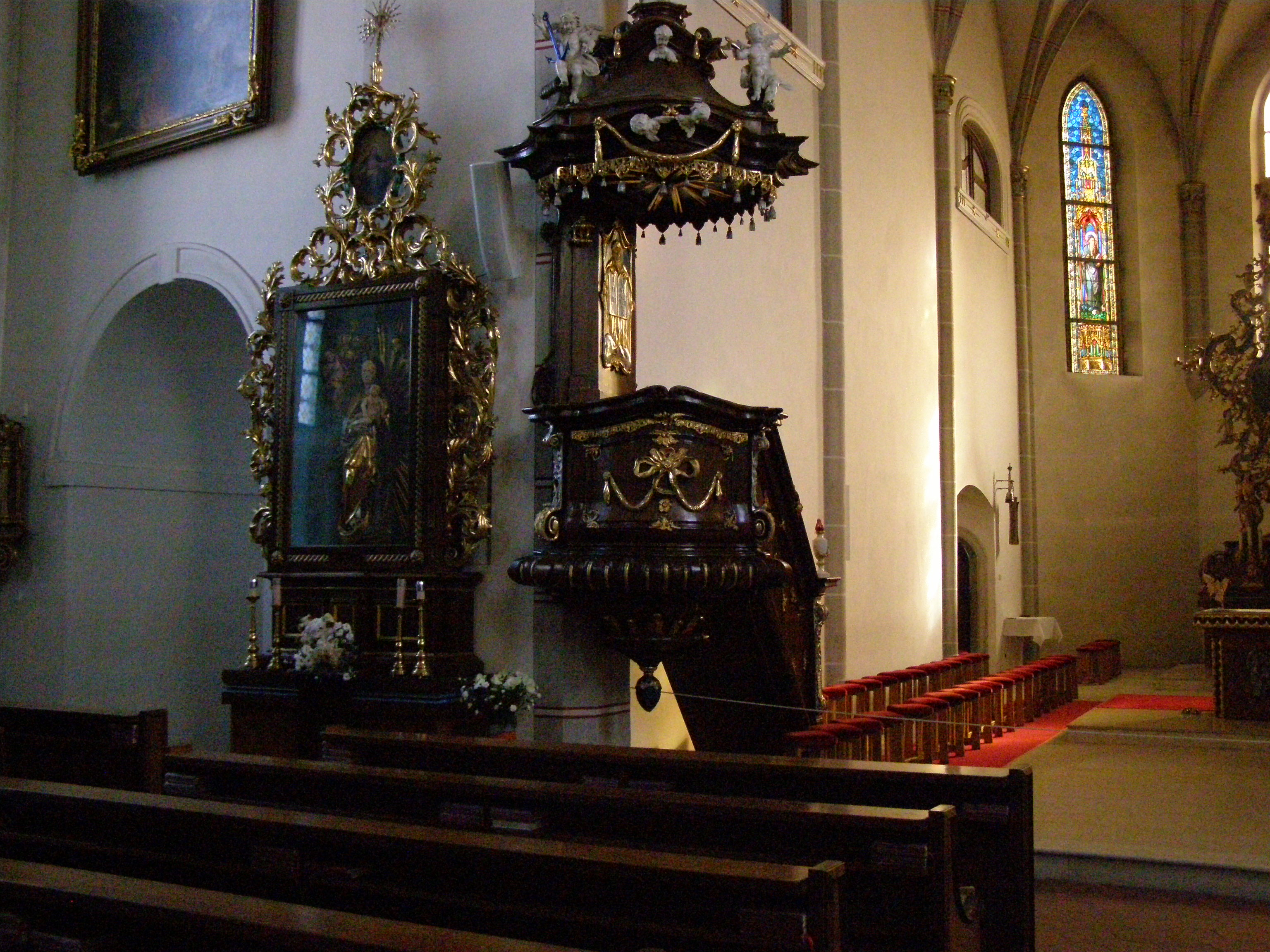
Dřevěná barokní kazatelna
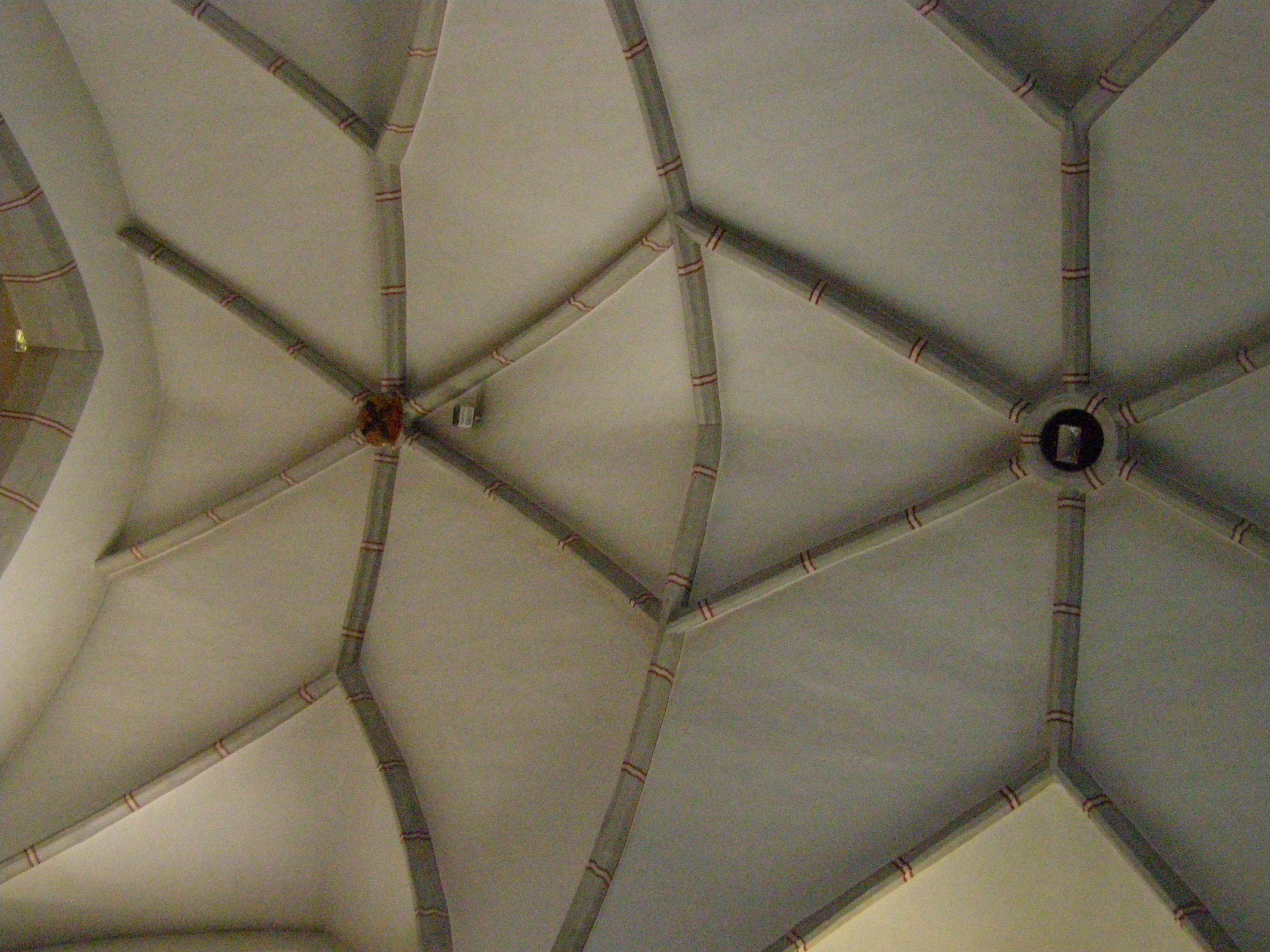
Klenba v hlavní lodi se svorníkem s prvotním znakem městečka (zkřížených ostrví převýšených kaprem z erbu Lichtenburků)
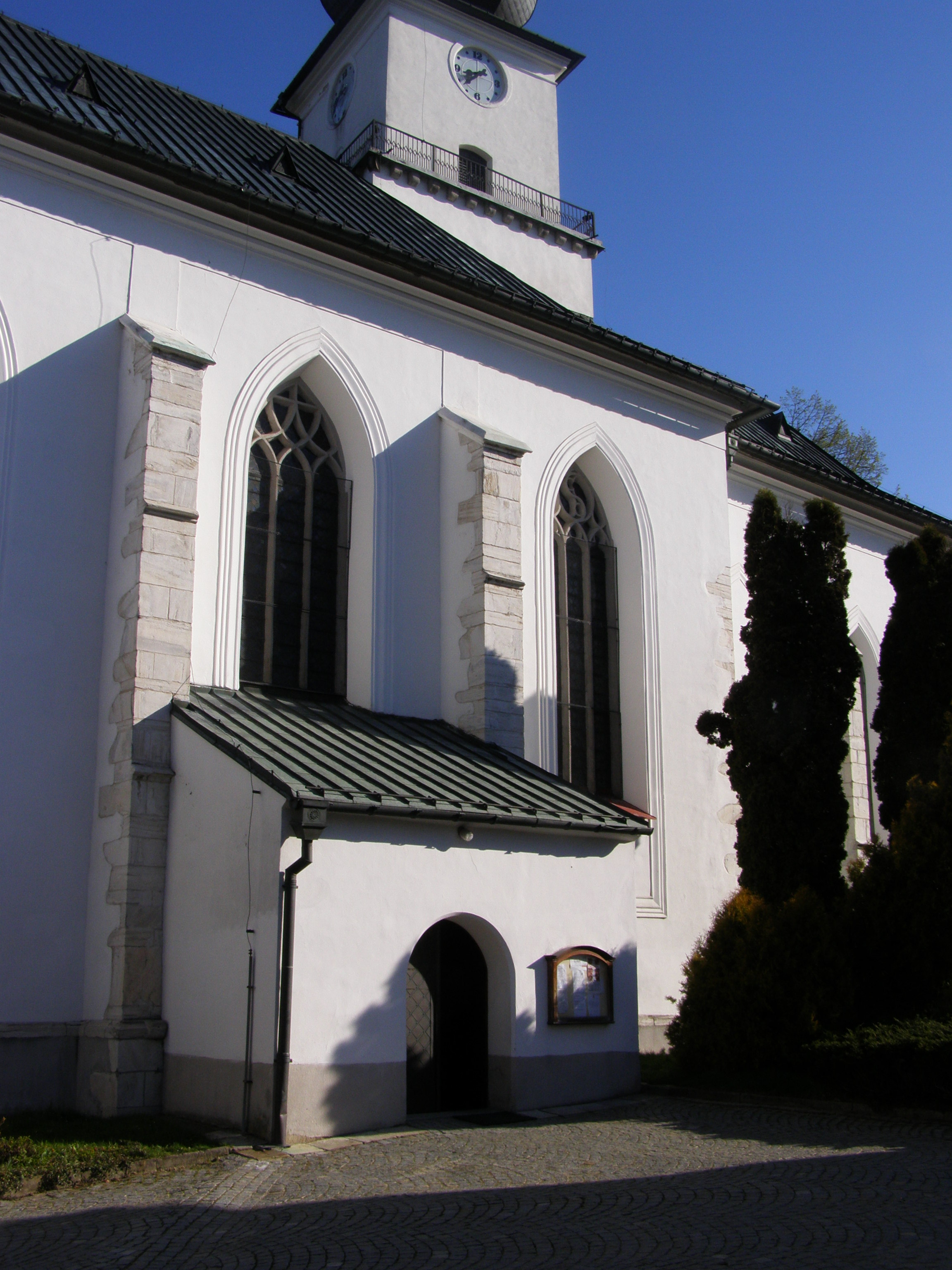
Boční vstup kostela
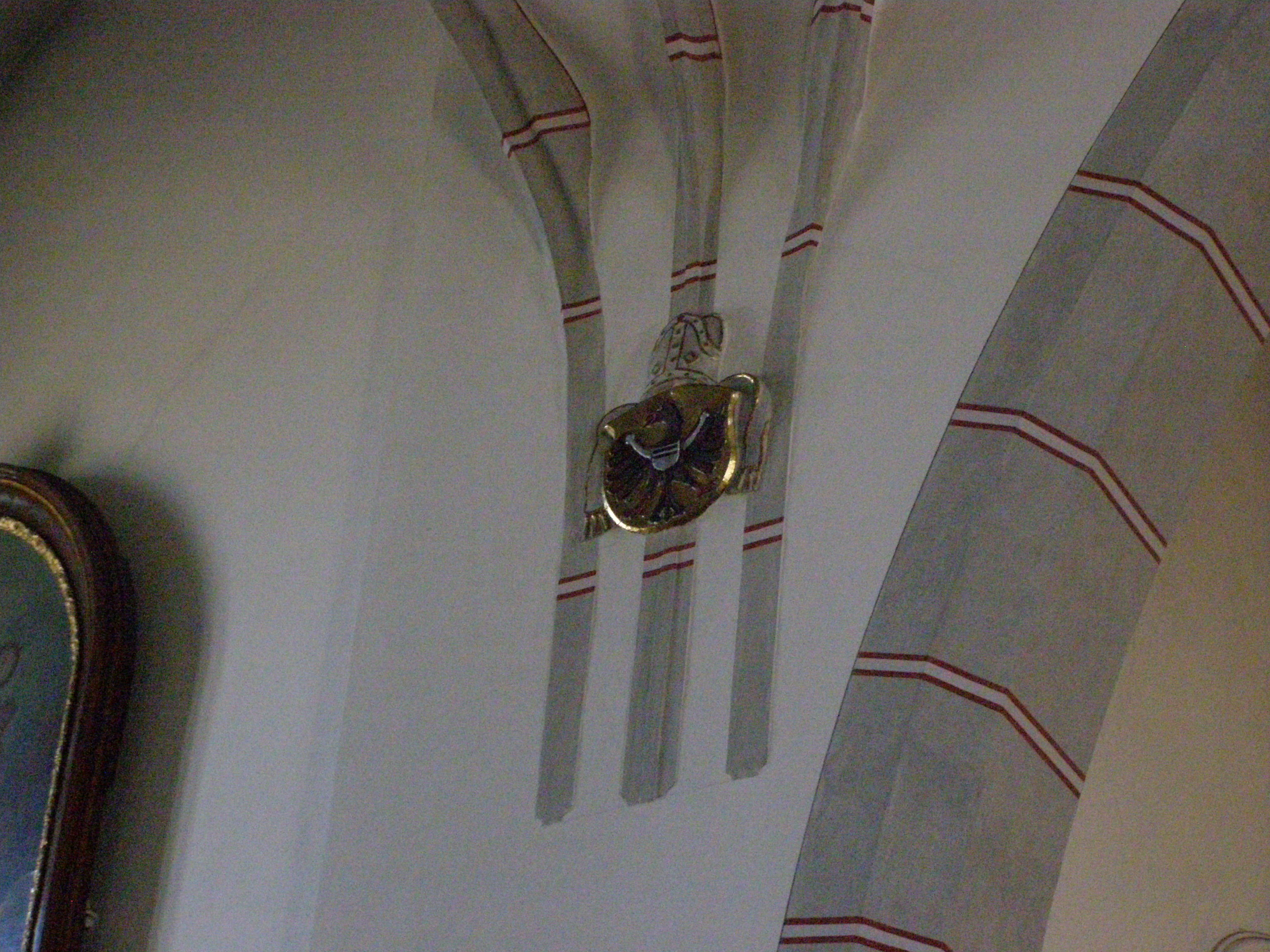
Znak vrchnosti, opata žďárského kláštera (münsterberská orlice s kunštátským štítkem)
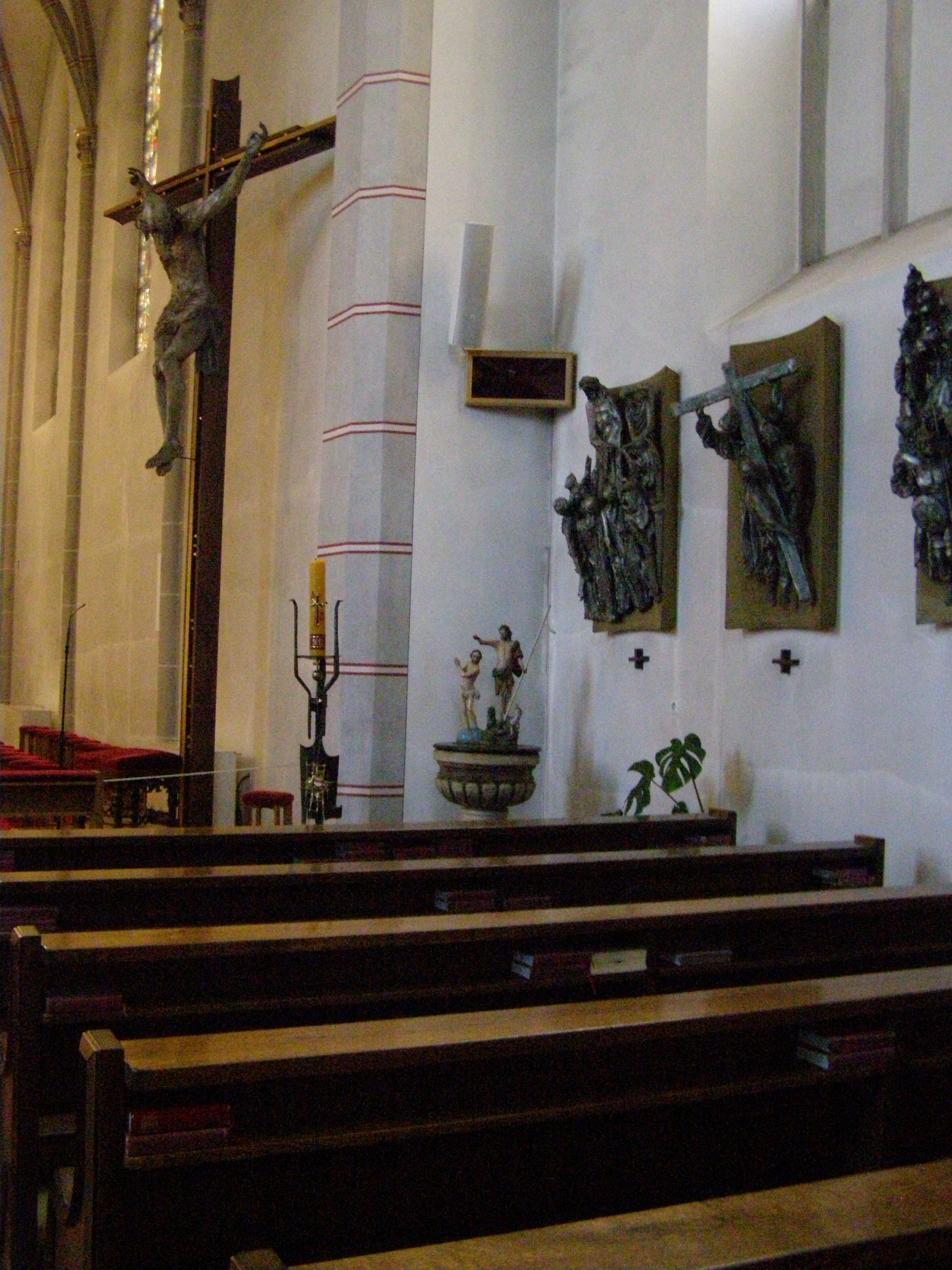
Křížová cesta Muž bolesti
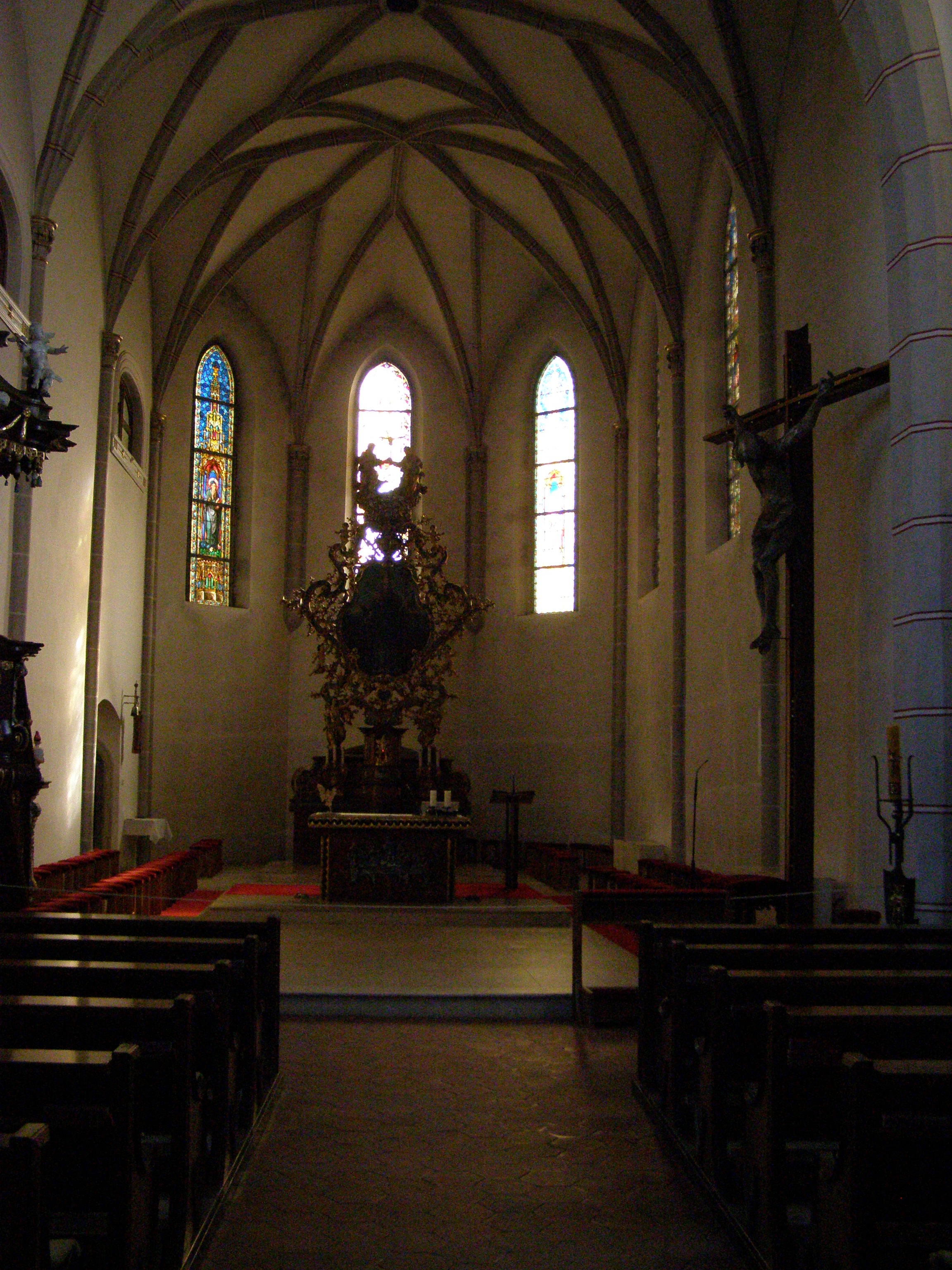
Kněžiště svatého Prokopa
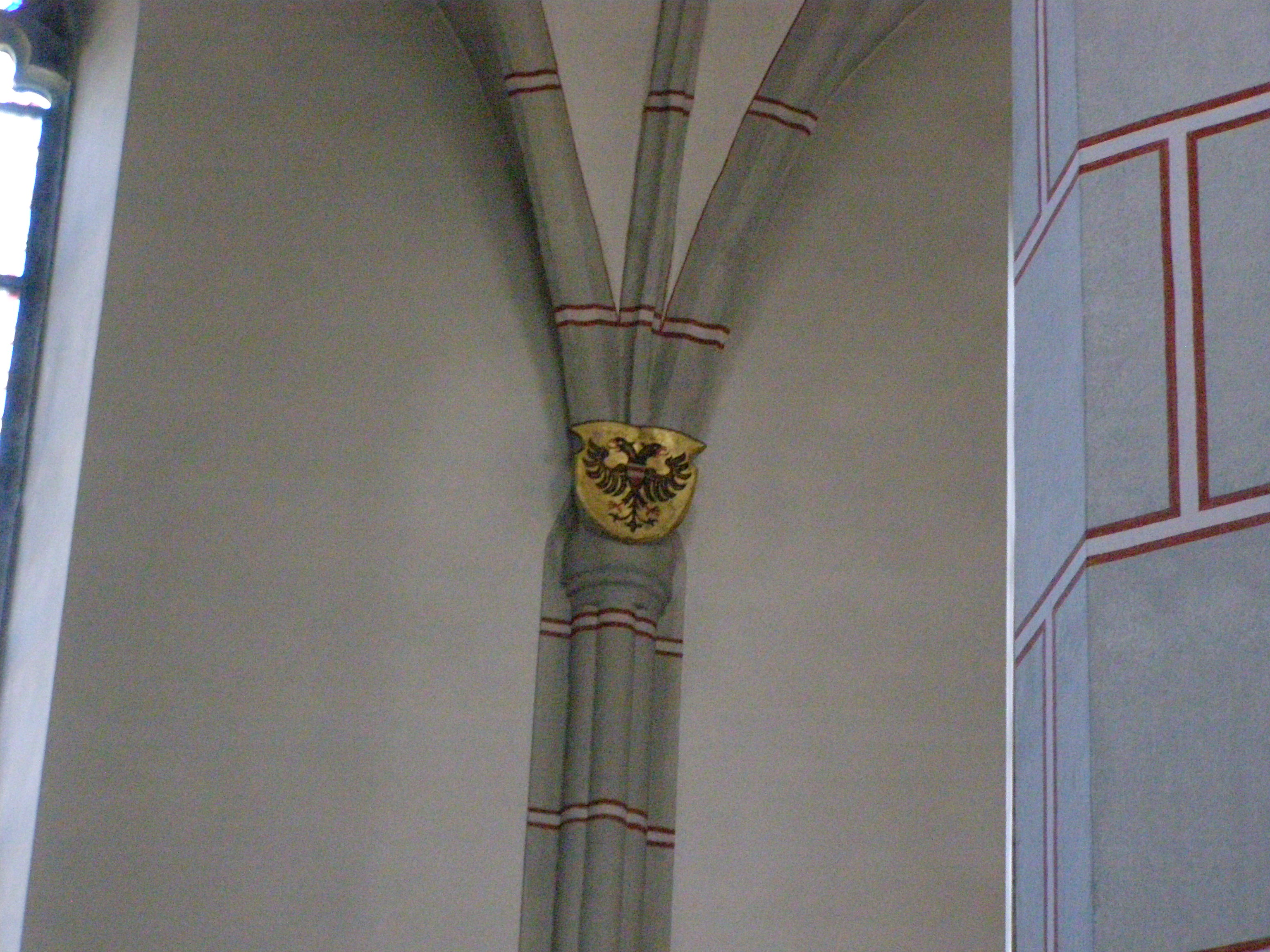
Znak města Brna (bývalého hlavního města Moravy) ve štítku na hrudi císařského orla (dnes neužívaného polepšení)
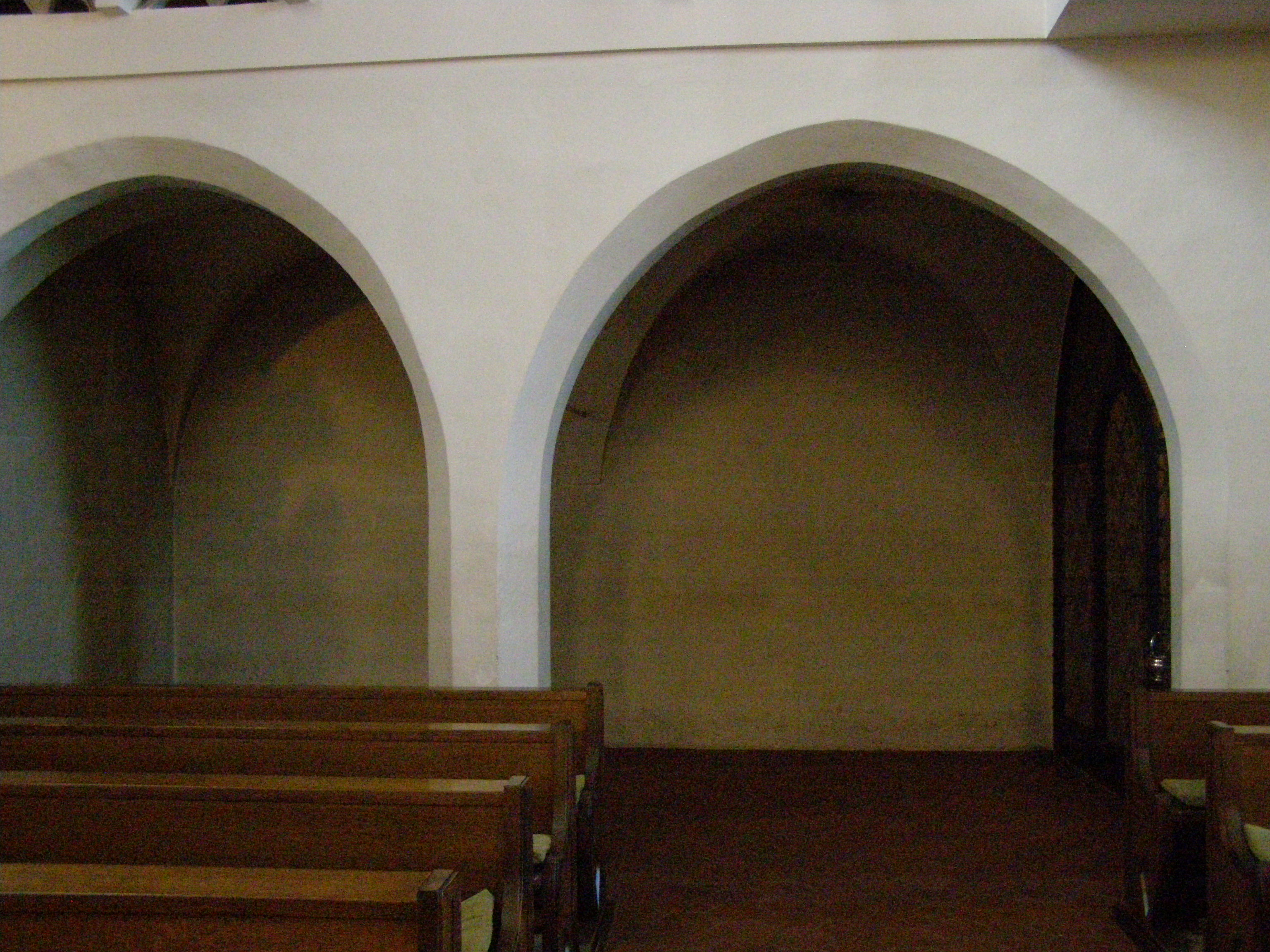
Prostor pod pozdně gotickým kůrem
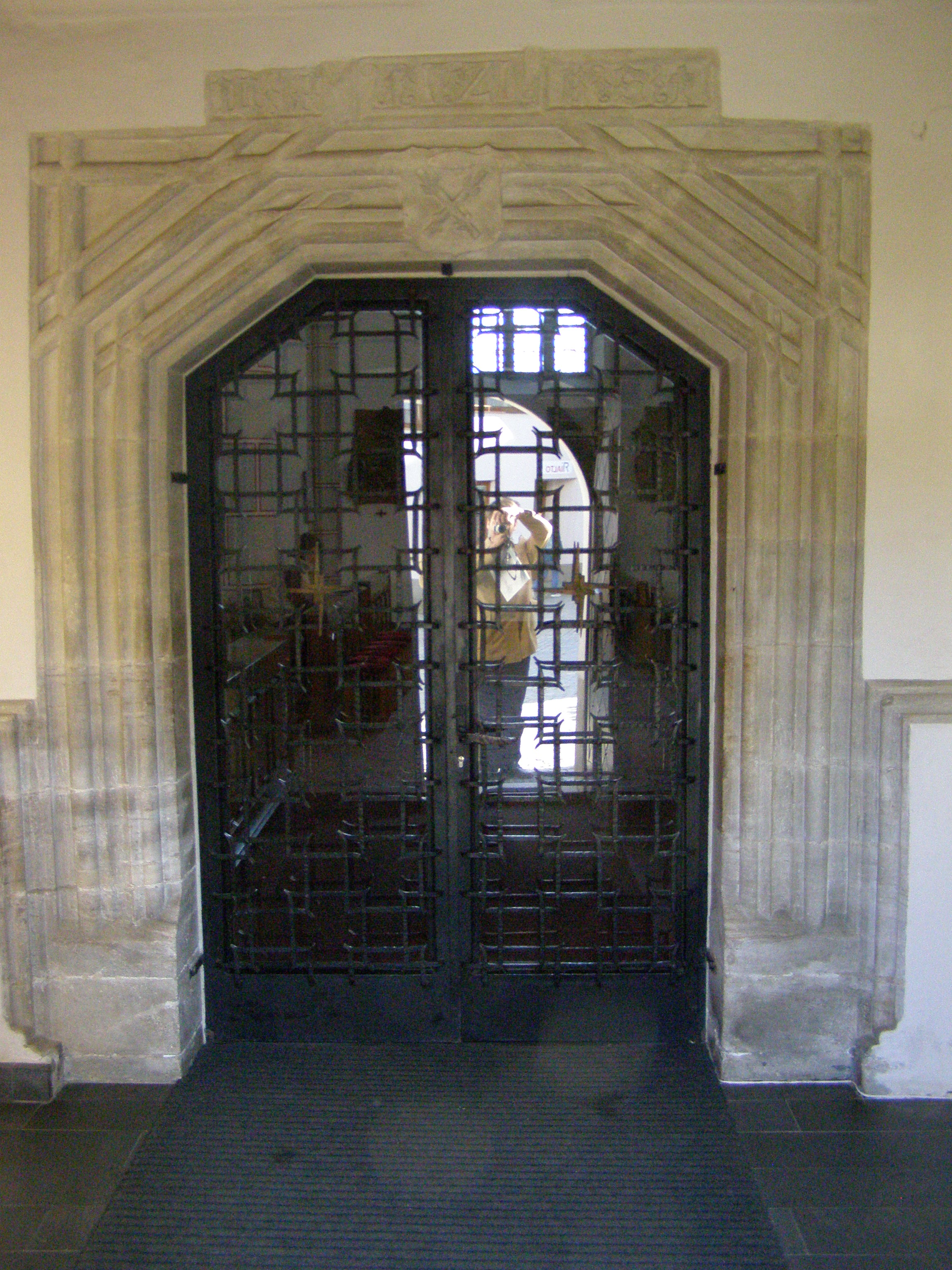
Portál-boční vstup opět s původním znakem městečka (zkřížených ostrví převýšených kaprem)